# Plastic Girl
Plastic Girl (プラスチックガール?) è il quinto singolo del duo di musica elettronica giapponese Capsule, pubblicato il 20 novembre 2002, sotto l'etichetta Yamaha Music Communications.

## Tracce
1. Plastic Girl (プラスチックガール?) feat. EeL - 5:38
2. Oyasumi (おやすみ?) - 3:55
3. Plastic Girl (remix) (プラスチックガール (remix)?) - 4:35